# Benjamin Meggot Forster
Pour les articles homonymes, voir Forster.
Benjamin Meggot Forster est un naturaliste britannique, né le 16 janvier 1764 à Walbrook près de Londres et mort le 8 mars 1829.
Fils d’Edward Forster le vieux et de Susanna Furney. Il fait ses études à Walthamstow. Il est l’un des premiers membres de la Commission anti-esclavage (1788).
Il s’intéresse à la botanique et à l’électricité. Outre ses illustrations de champignons, il fait parvenir des spécimens à James Sowerby.
Il est l’auteur d’An Introduction to the Knowledge of Fungusses (1820) et de nombreux articles scientifiques.